# Jasik (Pale)
Pour les articles homonymes, voir Jasik.
Jasik (en serbe cyrillique : Јасик) est un village de Bosnie-Herzégovine. Il est situé sur le territoire de la ville d'Istočno Sarajevo, dans la municipalité de Pale et dans la république serbe de Bosnie. Selon les premiers résultats du recensement bosnien de 2013, il compte 123 habitants.

## Géographie
Le village est situé à l'ouest de Pale et à l'est du mont Trebević.

## Démographie

### Évolution historique de la population dans la localité
| 1948 | 1953 | 1961 | 1971 | 1981 | 1991 | 2013 |
| ---- | ---- | ---- | ---- | ---- | ---- | ---- |
| -    | -    | 139  | 168  | 131  | 138  | 123  |

|  |